# Norton (groupe)
Pour les articles homonymes, voir Norton.
Norton est un groupe portugais de rock indépendant, originaire de Castelo Branco. Avec trois albums également sortis au Japon, le groupe compte cinq albums studio et deux albums remixes, soulignant leurs tournées en Europe et au Japon.

## Histoire

### Débuts (2002–2003)
Norton est formé en 2002 dans la ville de Castelo Branco. Comme ils le racontent dans une interview au journal Inside en novembre 2005, Norton est né de l'agrégation de deux groupes (Alien Picnic et Oscillating Fan). Deux personnes sont parties et le groupe de cinq musiciens est créé au bout de six mois de travail.
Le groupe commence à répéter en mai, et décide en décembre 2002, de se lancer dans l'enregistrement de leur premier EP. En 2003, ils sortent l'EP Make Me Sound sur les labels Bor Land et Skud and Smarty Records. Cet EP contient trois chansons (Blue Song, Summer Beat et You Make Me Sound) et une piste vidéo avec Blue Song. Le titre Blue Song fait partie de la compilation 007 publiée par Bor Land.

### Pictures from Our Thoughts(2004–2006)
En 2004, ils sortent leur premier album, Pictures from Our Thoughts, sous le label Bor Land et Skud and Smarty Records. Avec la production de Paulo Miranda, l'album a été enregistrée à Castelo Branco et comporte des apparitions d'invités, par exemple, Rita Redshoes, Leonel Sousa (Alla Polacca) ou Ricardo Coelho (Loto).
Le guitariste Carlos Nunes décède peu après la sortie de l'album. Le groupe arrête donc ses activités et repense son avenir, comme ils l'ont déclaré dans une interview au journal Inside en novembre 2005, « ce fut un choc énorme pour nous tous et les choses se sont évidemment arrêtées parce que nous n'avions pas physiquement ou psychologiquement les moyens de continuer quoi que ce soit... » et que « avant de perdre un membre du groupe, nous avons perdu un grand ami qui nous a malheureusement quittés... ». Le groupe continuera avec 4 éléments, « tous des amis d'enfance »,.
De Pictures From Our Thoughts, le morceau et l'album vidéo Swirling Sound, entrent dans la compilation Super Castelo Branco, sortie en février 2005, qui rassemble exclusivement des groupes de nouvelle musique du district de Castelo Branco. Swirling Sound fait également partie de la compilation New Portuguese Rock, sortie en 2007 par Chiado Records et Farol Música, et Chocolate intègre la compilation Can Take You Anywhere You Want, éditée par Bor Land.
En 2005, Norton invite plusieurs artistes nationaux à remixer des morceaux de leur premier album. Le résultat est Frames > Remixes and Versions, qui comprend des remixes de noms tels que Nuno Gonçalves (The Gift), Loto, Noise Reduction (aka Rui Maia de X-Wife) et Kubik. Le disque présente également quatre chansons acoustique, enregistrées pour l'émission 3 Pistas de la station de radio nationale Antena 3. Parmi elles, une reprise de Sunday Morning par le Velvet Underground. En octobre 2005, Norton participe au Festival international du film pour la jeunesse (IMAGO 2005) avec une réinterprétation en direct, au Casino Fundanense (Fundão), de morceaux d'artistes indépendants (My Bloody Valentine, Sonic Youth, etc.) intégrés dans les bandes sonores de plusieurs films.

### Kersche(2007–2010)
En mars 2007, Norton sort son deuxième album, Kersche. L'album est masterisé par Emily Lazar aux studios The Lodge, à New York. En prévision de la sortie, le groupe publie deux chansons sur la plateforme Myspace - le single Cinnamon and Wine et (Your) Balcony, avec Nuno Gonçalves (The Gift),. L'année suivante, l'album sera publié au Japon, par Say Hello To Never Recordings, qui inclura en bonus trois remixes inédits de Roger O'Donnell (The Cure), Jaguar (Portugal) et Leander (Allemagne).
En janvier 2008 sort Kersche Remixed, un album en format numérique édité par Aerotone, dans lequel des musiciens de diverses régions du monde ont remixé des morceaux de Loto, et atteignant des noms comme FM Belfast (Islande), Muxu (Malaisie), Corwood Manual (Allemagne) ou Cars & Trains (États-Unis). En février 2009, ils sortent une reprise du tube des années 1980 Pump Up the Jam de Technotronic,,,. En décembre de la même année, ils effectuent leur première tournée européenne qui les mène en Espagne, en Allemagne, en Hollande, au Luxembourg et en France,,, le groupe donnant plus de concerts en Espagne qu'au Portugal. Le groupe enregistre un spectacle en direct pour Los Conciertos de Radio 3 pour la télévision publique espagnole TVE2. Entre-temps, le guitariste Manuel Simões rejoint la formation,,. Simões est un musicien de Caldas da Rainha qui a d'abord joué dans le groupe Plasticine, à l'âge de 14 ans, et qui est lié au groupe Gomo.
Au début de l'année 2010, le chanteur Alexandre Rodrigues quitte le groupe et est remplacé par le guitariste Pedro Afonso au chant principal,. Également en 2010 Norton sort Make It Last, un morceau inédit écrit pour le film portugais Um Funeral à Chuva, du réalisateur Telmo Martins.

### Layers of Love United(2011–2013)
En mars 2011, le troisième album, Layers of Love United, sort chez Skud and Smarty Records, déjà avec Pedro Afonso comme chanteur. L'œuvre comprend des morceaux tels que Two Points, Coastline et Glowing Suite,,,,. La version japonaise de l'album sorti en juin et comprend trois titres acoustiques live exclusifs : Coastline, Into the Lights et la version britannique de Paris par les Friendly Fires.
En 2012, Layers of Love United reçoit une édition limitée et numérotée sur vinyle blanc qui inclut également en bonus une version de Paris, et le morceau Into the Lights intègre la compilation Indiegente 15 Years. Cette année, ils sortent le Live Acoustic EP, une œuvre contenant six chansons de Layers of Love United jouées en direct en format acoustique lors d'un showcase à Lisbonne.

### Norton(2014–2018)
En mars 2014, le groupe sort Norton, le quatrième album, qui comprend comme single de présentation, Magnets,,,,. Avec huit chansons produites par Eduardo Vinhas, Norton sort en CD et en format numérique et a également une édition vinyle rouge limitée, ainsi qu'une édition japonaise,,. Une fois encore, la tournée qui suit la nouvelle œuvre extrapole le territoire national en sautant la frontière vers l'Espagne,. Début 2015, ils sortent la reprise de Lady (Hear Me Tonight) de Modjo, à l'invitation d'Antena 3 pour la célébration du 20e anniversaire de la radio publique.
En octobre 2015, ils font leur première tournée au Japon, avec trois spectacles en leur nom propre et, un en tête d'affiche, au festival Spin.Discovery,,. En décembre 2017, ils clôturent la tournée de l'album par un spectacle au Centro Cultural de Belém à Lisbonne.

### Changes(2019)
Cinq ans après la sortie de leur dernier album, le groupe sort le nouveau single Changes le 4 octobre 2019. Changes présente un album vidéo tourné dans les paysages de Santa Cruz, Torres Vedras et met en vedette la longboardeuse russe Valeriya Gogunskaya.

### Heavy Light(depuis 2020)
Le 22 janvier 2020, le groupe annonce un nouvel album intitulé Heavy Light. Le même jour, ils sortent Passengers, le deuxième single de l'album, accompagné d'un clip vidéo avec des images de leur tournée au Japon. Le 11 mars 2020, ils sortent 1997, le troisième premier single du nouvel album. Heavy Light sort le 3 juillet 2020 et leur tournée de lancement voit presque tous les spectacles annulés ou reportés en raison de la crise sanitaire liée au Covid-19.
Le 2 juillet 2021, le groupe sort Galaxies - New Atlantis, un remix réalisé par Peter Kember / Sonic Boom, ancien membre de groupes comme Spacemen 3 et Spectrum, et producteur de groupes comme MGMT, Beach House ou Panda Bear. En octobre 2021, le groupe présente le nouvel album pour la première fois à Lisbonne (théâtre Maria Matos) et à Porto (auditorium CCOP). Ils sortent également le nouveau single Young Blood (Daylight) avec Filipa Leão, chanteuse du défunt groupe Jaguar. Le 4 novembre 2021, ils sont annoncés comme l'un des 16 groupes invités à participer au festival de la chanson de 2022. Le 21 janvier 2022, ils sortent leur nouveau single Hope, la chanson qu'ils interpréteront au Festival de la chanson de 2022.

## Membres

### Membres actuels
- Pedro Afonso — voix, guitare (depuis 2002)
- Rodolfo Matos — batterie (depuis 2002)
- Leonel Soares — basse (depuis 2002)
- Manuel Simões — guitare (depuis 2009)

### Anciens membres
- Carlos Nunes — guitare (2002—2004)
- Alexandre Rodrigues — voix (2002—2010)

## Discographie

### Albums studio
- 2004 : Pictures from Our Thoughts (CD, numérique - Skud and Smarty Records / Bor Land)
- 2007 : Kersche (CD, numérique - Skud and Smarty Records ; 2008, CD (Japon), Say Hello to Never Recordings)
- 2011 : Layers of Love United (CD, vinyle, numérique - Skud and Smarty Records ; CD (Japon), This Time Records ; 2012, vinyle, Skud and Smarty Records)
- 2014 : Norton (CD, vinyle, numérique - Skud and Smarty Records ; CD (Japon), This Time Records)

### Singles et EP
- 2003 : Make Me Sound EP (EP, CD, Bor Land : Skud and Smarty Records)
- 2004 : Swirling Sound" (CD, Skud and Smarty, promo)
- 2007 : Cinnamon and Wine (CD, Skud and Smarty)
- 2009 : Pump Up the Jam (CD, Skud and Smarty)
- 2010 : Make It Last (CD, Skud and Smarty)
- 2011 : Two Points (CD, Skud and Smarty)
- 2011 : Coastline (CD, Skud and Smarty)
- 2012 : Charlie (CD, Skud and Smarty)
- 2012 : Live Acoustic EP  (CD, Skud and Smarty)
- 2014 : Magnets (CD, Skud and Smarty)
- 2014 : Brava (CD, Skud and Smarty)
- 2015 : Lady (Hear Me Tonight) (CD, Skud and Smarty)
- 2019 : Changes (CD, numérique, Skud and Smarty)
- 2020 : Passengers (numérique, Skud and Smarty)
- 2020 : 1997 (numérique, Skud and Smarty)
- 2020 : Madrugada (numérique, Skud and Smarty)
- 2021 : Galaxies - New Atlantis (Sonic Boom Remix) (numérique, Skud and Smarty)
- 2021 : Young Blood (Daylight) feat. Filipa Leão (numérique, Skud and Smarty)
- 2022 : Hope (numérique, Universal Music Portugal, Skud and Smarty)

### Compilations
- 2003 : 007 (CD, Bor Land), chanson : Blue Song
- 2003 : Rock Sound Magazine (CD, Rock Sound)
- 2005 : Losing Today Magazine (CD, Losing Today (Italie))
- 2005 : Adieu - Snowskate Movie (DVD, Switchfilms (Norvège))
- 2005 : Super Castelo Branco (CD, Skud and Smarty Records), avec la chanson et clip Swirling Sound
- 2005 : Can Take You Anywhere You Want (2xCD, Bor Land), avec la chanson Chocolate
- 2007 : Novo Rock Português (2xCD, Chiado Records : Farol Música), avec la chanson Swirling Sound
- 2012 : Indiegente 15 Anos (2xCD + double vinyle, Chaosphere Recordings: Ragingplanet) avec la chanson Into the Lights
- 2012 : Dancin' Days (CD, Universal Music, bande-son du feuilleton Dancin' Days), chason Two Points[31],[32]
- 2019 : Teenagers from Outer Space Comeback (vinyle, Skud and Smarty Records)[33]
- 2022 : Festival da Canção 2022 (numérique / CD, Universal Music Portugal) [34]